# Cantone di Hirson
Il Cantone di Hirson è una divisione amministrativa dell'arrondissement di Vervins con capoluogo Hirson.
A seguito della riforma approvata con decreto del 21 febbraio 2014, che ha avuto attuazione dopo le elezioni dipartimentali del 2015, è passato da 13 a 26 comuni.

## Composizione
I 13 comuni facenti parte prima della riforma del 2014 erano:
- Bucilly
- Buire
- Effry
- Éparcy
- La Hérie
- Hirson
- Mondrepuis
- Neuve-Maison
- Ohis
- Origny-en-Thiérache
- Saint-Michel
- Watigny
- Wimy

Dal 2015 i comuni appartenenti al cantone sono i seguenti 26:
- Any-Martin-Rieux
- Aubenton
- Beaumé
- Besmont
- Bucilly
- Buire
- Coingt
- Effry
- Éparcy
- La Hérie
- Hirson
- Iviers
- Jeantes
- Landouzy-la-Ville
- Leuze
- Logny-lès-Aubenton
- Martigny
- Mondrepuis
- Mont-Saint-Jean
- Neuve-Maison
- Ohis
- Origny-en-Thiérache
- Saint-Clément
- Saint-Michel
- Watigny
- Wimy